# تيبور زابو
تيبور زابو (بالمجرية: Szabó Tibor)‏ (12 مارس 1977 سومبور صربيا - ) هو لاعب كرة قدم مجري يلعب كلاعب وسط.

## روابط خارجية
- تيبور زابو على موقع قاعدة بيانات كرة القدم.إي يو (الإنجليزية)